# براد شيلدز
براد شيلدز (بالإنجليزية: Brad Shields)‏ هو لاعب اتحاد الرغبي نيوزيلندي، ولد في 2 أبريل 1991 في ماسترتون ‏ في نيوزيلندا.

## وصلات خارجية
- براد شيلدز عل موقع إسبنسكروم (الإنجليزية)
- براد شيلدز على موقع ItsRugby.co.uk (الإنجليزية)